# El-Hibe
el-Hibe (arabisch الحيبة, DMG al-Ḥība) ist der moderne Name einer antiken Stadt im 18. oberägyptischen Gau am östlichen Nilufer etwa 32 Kilometer südlich von Beni Suef.

## Namensgebung
Der ursprüngliche Name der Stadt lautete Dehenet Weret, „Großer Felsen“. Der seit der 22. Dynastie belegte Name Teudjoi (Teuzoi) „Ihre Mauern“ geht wohl auf eine in der 21. Dynastie errichtete Umfassungsmauer zurück. In griechisch-römischer Zeit wurde die Stadt Ἀγκυρῶν Πόλις Ankyronpolis genannt.

## Der Tempel
Der Lokalgott von el-Hibe war der widderköpfige Amun, Herr des großen Felsens. Unter Scheschonq I. und Osorkon I. wurde ein Tempel für Amun in el-Hibe errichtet, von dem noch Trümmer erhalten sind. Der 36 × 18 Meter große Bau ist das früheste Beispiel eines Tempels mit einem echten Pronaos mit offener Front. Darüber hinaus wurden südlich von el-Hibe die Blöcke eines Tempels für den Lokalgott Horus entdeckt, der von Ptolemaios I. und Ptolemaios II. errichtet worden war. Der genaue Standort des Tempels ist jedoch nicht bekannt.

## Geschichte
Der Gründung der Stadt geht mindestens auf das Neue Reich zurück. Während der 3. Zwischenzeit markierte die Stadt die nördlichste Grenze der Thebais unter der Herrschaft der Hohenpriester des Amun. Als Grenzstadt wurde el-Hibe deshalb während der 21. Dynastie befestigt. Einige Lehmziegel tragen die Stempel der Hohenpriester des Amun von Theben, Pinudjem I und Mencheperre. In griechisch-römischer Zeit gewann el-Hibe als Festung wieder an Bedeutung.
Zur Stadt el-Hibe gehörte eine ausgedehnte Nekropole, die bekannt ist für Funde zahlreicher hieratischer, demotischer und griechischer Papyri.

## Forschungsgeschichte
1901–1902 unternahm Ahmed Bey Kamal eine erste Untersuchung von el-Hibe, nachdem in den vorangegangenen Jahren zahlreiche Papyri im Kunsthandel erworben wurden. 1902–1903 gruben Bernard Grenfell und Arthur Hunt in der Nekropole von el-Hibe und fanden weitere Papyri. 1907 entdeckte Tadeusz Smolensky südlich von el-Hibe wiederverwendete Blöcke eines Tempels für den Lokalgott Horus. 1911 gruben Hermann Junker und Wilhelm Pelizaeus ein Grab aus, das mit zahlreichen Särgen gefüllt war, von denen einige in das Roemer- und Pelizaeus-Museum Hildesheim gelangten. 1913–1914 grub Hermann Ranke den Tempel sowie griechisch-römische Häuser aus.  Eine italienische Mission unter Enrico Paribeni grub 1934–1935 weitere Häuser sowie Gräber aus. 1980 unternahm schließlich eine amerikanische Mission unter Robert Wenke Ausgrabungen in el-Hibe.
Seit 2011 ist die Fundstelle der Plünderung ausgesetzt, die vor allem den illegalen Antiken-Markt bedienen. Dabei wurden Mumien und Leichenteile im Gelände verstreut.